# U.S. Steel Tower
Der U.S. Steel Tower ist ein Wolkenkratzer in der Stadt Pittsburgh, US-Bundesstaat Pennsylvania, der im Jahr 1970 fertiggestellt wurde. Das Gebäude ist 256 Meter hoch und damit nach wie vor das höchste Hochhaus der Stadt. Der U.S. Steel Tower, benannt nach seinem Eigentümer, dem Unternehmen U.S. Steel, hat 64 Stockwerke, die rund 217.000 Quadratmeter Nutzfläche bieten. Erreichbar sind diese mit 58 Fahrstühlen. Nach seiner Fertigstellung 1970 war der Turm zeitweise das höchste Gebäude der USA außerhalb von New York und Chicago, verlor diesen Titel aber 1987 an den One Liberty Place in Philadelphia, der ihn auch innerhalb des Bundesstaates Pennsylvania übertraf. Im Jahr 1988 wurde der Turm in USX Tower umbenannt, ab 2002 wurde der Turm aber wieder U.S. Steel Tower genannt. Das Bauwerk ist nicht der Öffentlichkeit zugänglich.